# Otto Gebhard
Otto Gebhard (* 13. Februar 1703 in Regensburg; † 8. März 1773 ebenda) war ein Maler des bayerischen Rokoko.

## Biographie
Otto Gebhard war der älteste Sohn und Schüler des Malers Johann Gebhard. Als Maler und Freskant war er hauptsächlich in Regensburg und dessen weiterer Umgebung (Niederbayern und Oberpfalz) tätig. Umstritten ist, ob die mit "J.O. Gebhard(t)" signierten Werke seinem Vater allein zuzuschreiben sind (J.O. als Abkürzung für Jo[hann]) oder ob sie die entsprechenden Werke als von Vater Johann und Sohn Otto gemeinsam ausgeführt ausweisen soll. Wie die anderen Mitglieder der Malerfamilie Gebhard wurde Otto auf dem Friedhof von Dechbetten (heute ein Stadtteil von Regensburg) beigesetzt, wo die Grabmäler bis heute erhalten sind.

## Werk (Auswahl)

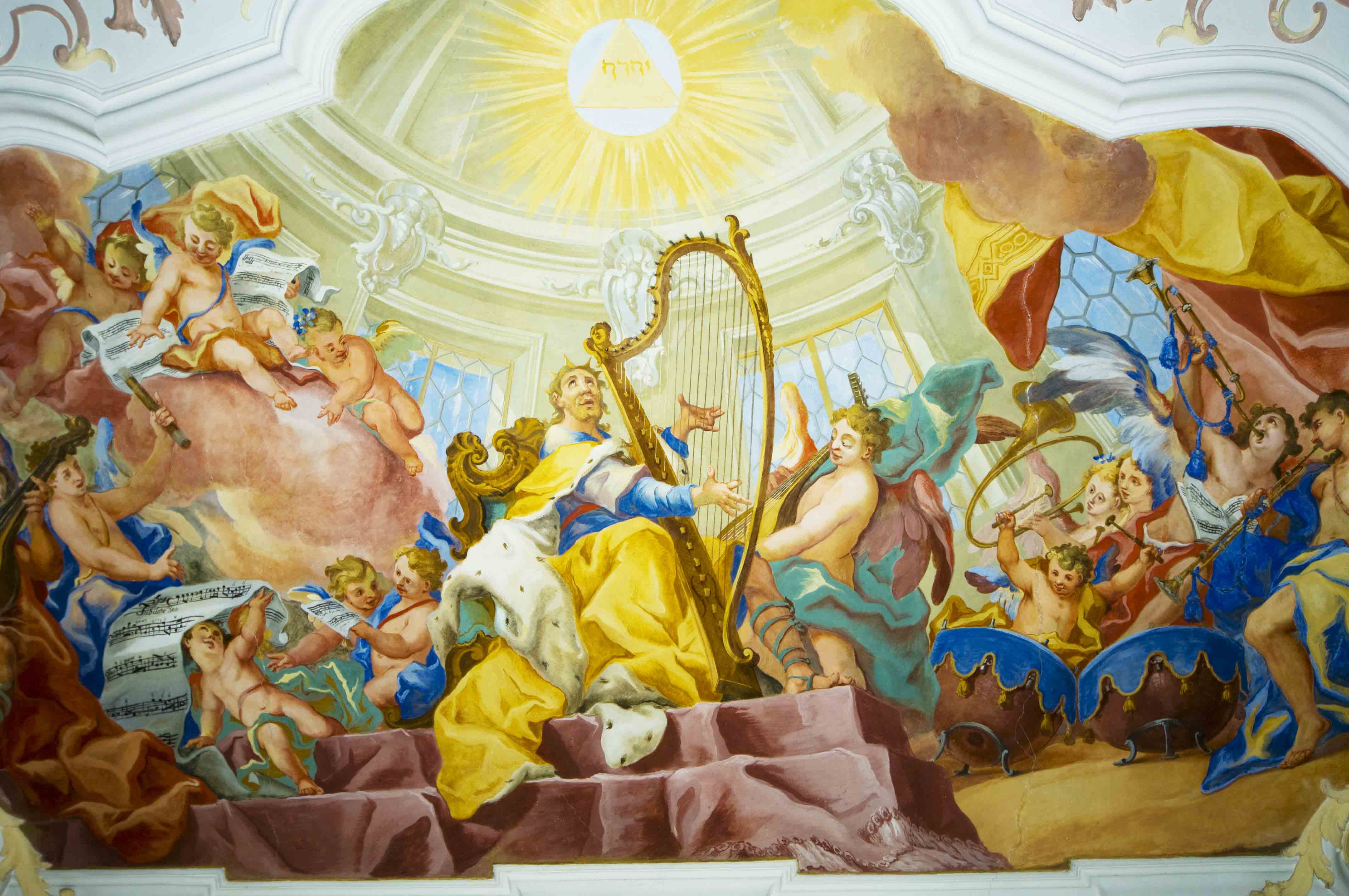
Fresko in Kloster Reichenbach

- Kloster Sankt Emmeram in Regensburg: Mitarbeiter seines Vaters Johann Gebhard bei der Ausmalung der Seitenschiffe der Klosterkirche (um 1733)
- Hellring: Deckenfresken in der Wallfahrtskirche St. Ottilia (1735); Ölskizze des Freskos im Langhaus erhalten
- Waldeck bei Tirschenreuth: Deckengemälde der Pfarrkirche (um 1740)
- Pettenreuth: Deckenfresko der Pfarrkirche zusammen mit seinem Vater Johann Gebhard (um 1740)
- Kloster Sankt Mang in Regensburg/Stadtamhof: Deckenfresko im Chor der Stiftskirche Otto Gebhard zugeschrieben (um 1740)
- Hainsacker bei Regensburg: Fresken der Pfarrkirche Johann Gebhard zugeschrieben, wohl zusammen mit seinem Vater Johann Gebhard (um 1740)
- Kloster Reichenbach: Wand- und Deckenfresken in der Klosterkirche (Chorraum), dem Mönchschor und der Sakristei (1742–1747); Entwürfe für die beiden Hauptbilder des Langhauses und eines der Wandbilder im Mönchschor erhalten
- Breitenbrunn: ehemaliges Altarbild der Michaelskapelle mit den vierzehn Nothelfern zusammen mit seinem Vater Johann Gebhard (1743; heute im Pfarrhaus)
- Wallfahrtskirche St. Salvator in Donaustauf: Deckengemälde mit Wundern Jesu (1743/45) Otto Gebhard zugeschrieben; ein Entwurf für die Deckengestaltung erhalten
- Allersburg bei Hohenburg in der Oberpfalz: unter dem nazarenischen Deckenbild im Langhauses der Pfarrkirche ist das Deckenfresko Otto Gebhards erhalten (um 1745); an der Südwand ein Fresko mit der Verkündigung von Otto Gebhard; erhalten ist ein Entwurf für die Gestaltung der Decke
- Cham: Deckenfresken der Stadtpfarrkirche St. Jakob zusammen mit seinem Vater Johann Gebhard (1750)
- Wolkering: 1954 freigelegtes Deckengemälde in der Pfarrkirche Mariä Himmelfahrt (um 1750) Otto Gebhard zugeschrieben
- Hohenburg in der Oberpfalz: Deckengemälde im Chor der Pfarrkirche St. Jakob und Fresko an der Orgelempore (um 1750)
- Laaber bei Regensburg: vom Deckenfresko der Pfarrkirche nur der Entwurf Gebhards erhalten (um 1750); Gemälde des Seitenaltars mit Maria als Königin der Heiligen in der Art Otto Gebhards (um 1750)
- Kloster Michelfeld: Altarblatt Triumph des hl. Benedikt (um 1750)
- Regensburg Alte Kapelle: Altarblatt mit hl. Eucharistie
- Willenhofen bei Parsberg: im Pfarrhof zwei Otto Gebhard zugeschriebene Entwürfe für die nicht erhaltenen Deckenfresken der Pfarrkirche (nach 1750)
- Mockersdorf bei Neustadt am Kulm: Fresken der Pfarrkirche (1751)
- Pullenreuth bei Tirschenreuth: Deckenfresko im Chor der Pfarrkirche (1751)
- Kloster Frauenzell: Deckenfresken der Klosterkirche (1752)
- Kloster Ensdorf: Deckengemälde mit dem h. Benedikt in einem der Räume des Klosters (1752)
- Stiftspfarrkirche St. Kassian in Regensburg: das zentrale Deckenbild im Mittelschiff mit Petrus und Kassian als Menschenfischern (1754) in Farbgebung und Komposition eher von Otto Gebhard als von Gottfried Bernhard Göz, der die übrigen Fresken der Kirche ausgeführt hat
- Laaberberg: Deckenfresken der Pfarrkirche (1755)
- Hemau: vier Fresken im Chor der Pfarrkirche (1755)
- Dominikanerinnenkloster Regensburg: Deckenfresken in der Klosterkirche Heilig Kreuz und im Nonnenchor (1757)
- Pfaffenberg: Deckenfresken der Pfarrkirche (1757)
- Hohenschambach: Deckenfresken der Pfarrkirche (1760) im Auftrag von Kloster Prüfening
- Laberweinting: Fresken der Pfarrkirche (1760)
- Beratzhausen bei Regensburg: Deckenfresken der Pfarrkirche (1764)

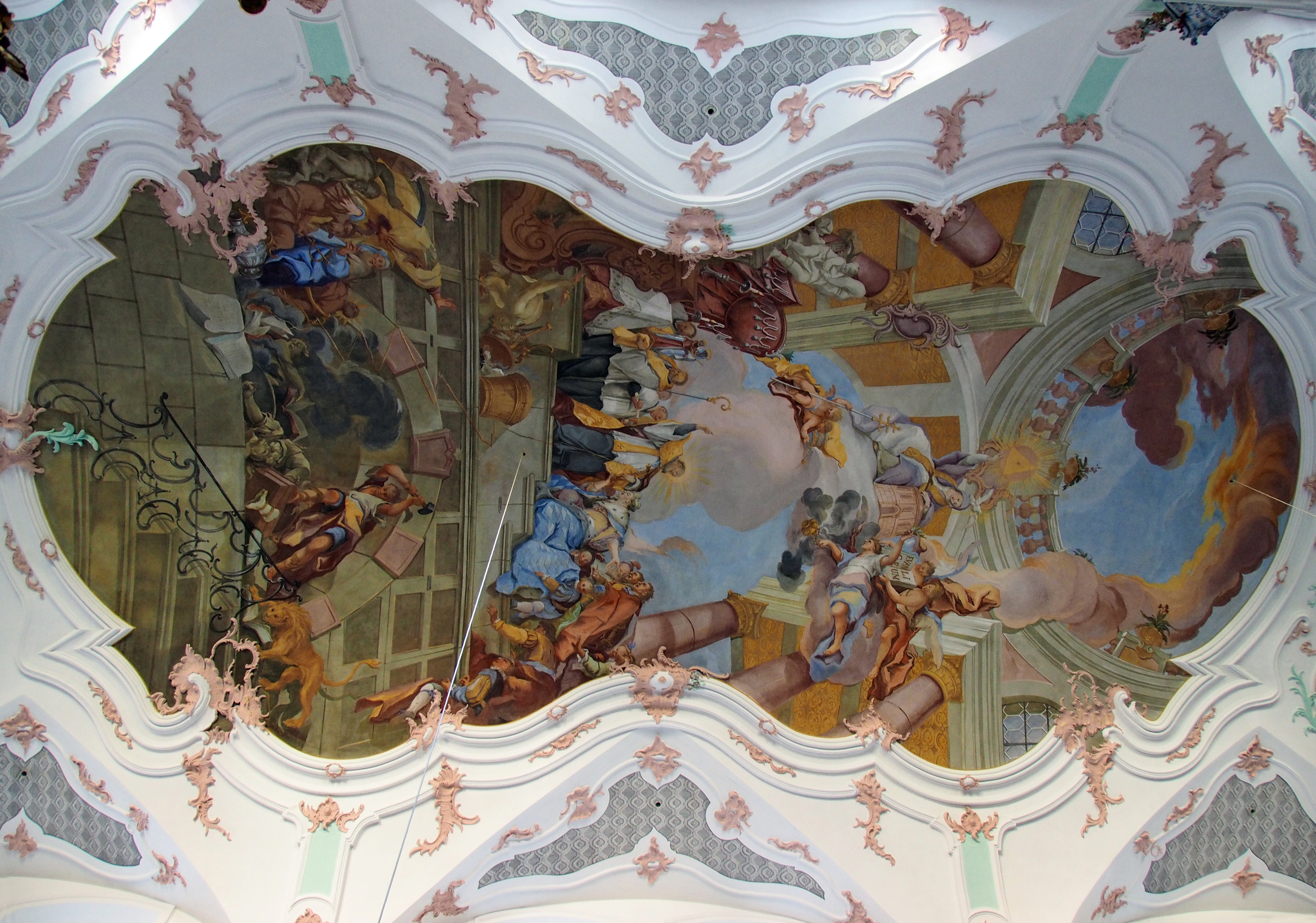
Deckenfresko Pfarrkirche St. Rupert (Regensburg)

- Pfarrkirche Sankt Rupert in Regensburg: Wand- und Deckenfresken in der zum Kloster Sankt Emmeram gehörenden Kirche (1765)
- Sulzbach-Rosenberg: Bilder am Hauptaltar und am linken Seitenaltar (1765/66) der ehemaligen Salesianerinnen-Kirche St. Hedwig
- Viechtach: Deckenfresken der Pfarrkirche (1765)
- Kloster Walderbach: Deckengemälde im Festsaal des Klosters (1765/70)
- Kötzting: die Deckenfresken Gebhards in der Pfarrkirche (1769) nicht erhalten
- Zant (Gemeinde Ursensollen): Zuschreibung der Deckengemälde der Filialkirche (2. Drittel 18. Jahrhundert) an Otto Gebhard erwogen